# Горобина ніч
Гороби́на ніч — у східних слов'ян назва темної ночі з сильним дощем, грозою та блискавицями. Вважалася часом розгулу нечистої сили.

## Походження вислову
Повір'я про «горобині ночі» йде від давнього сказання про птахів як міфічних супутників грози та вихору. Горобцеві, якого здавна пов'язували з демонічними силами, надавалася особлива роль. За християнськими переказами, підступність цього птаха виявилася у тому, що він вказав місце, де знаходився Христос, а ластівки, навпаки, відводили ворогів від цього місця. Мабуть, тому і кажуть, що у «горобині ночі» чорт міряє горобців: частину з них відпускає на волю, а другу — страчує. Помічали, що ніби після таких ночей горобців дійсно стає менше.
У ряді говорів російської та білоруської мов зустрічається інша назва на позначення грозової ночі — «рябиновая (рябинная) ночь». Саме у цьому значенні згаданий вислів був ужитий і в Новгородському літопису, і саме його слід вважати первинним. Етимологічний аналіз слова «рябиновый» допомагає встановити значення фразеологізму «рябиновая ночь». Так, в Етимологічному словнику російської мови О. Г. Преображенського слово «ряб» пояснюється через давньопівнічногерманський прикметник jarpr «темний; коричневий», давньоверхньонімецьке erpf «темний, лиховісний», грецькі форми ο’ρφνὸς «темний» та ο’̀ρφοη «темнота». М. Фасмер під словом рябий подає тохарське A orkäm «темрява, морок». Отже, «рябиновая (рябинная) ночь» — це «темна, буряна ніч, яка віщує якесь лихо». Згадаймо, що російські вислови «воробьиная ночь» и «рябиновая ночь» передаються в українській мові омонімічним висловом «горобина ніч», адже дерево «рябина» в українській мові називається «горобина». Проте вислів «горобина ніч» ні до дерева, ні до пташки ніякого відношення не має. Зв'язок між цими словами й поняттями виник внаслідок того, що старе значення слова «рябиновая (рябинная)» забулось. Намагаючись пояснити незрозумілий вислів, люди пов'язали його з широковживаними та зрозумілими словами.

## Горобина ніч у літературі та мистецтві
- Шевчук Василь Андрійович — повість «Горобиної ночі» (1960)
- Низовий Іван Данилович — поема «Горобина ніч» (1970)
- Ковалюк Василь Митрофанович — повість «Горобина ніч» (1986)[5]
- Проць Любов Іванівна — збірка «Горобина ніч» (1995)
- Ромен Людмила Валентинівна — «Горобина ніч» (колективна збірка «Тороки» 1996)
- Цимбал Василь Іванович — картина «Чорнобильська трагедія. Горобина ніч» (1996)
- Пісня «Горобина ніч» у виконанні Оксани Білозір, і однойменний компакт-диск 2000 року[6]
- Степаненко Василь Іванович — оповідання «Горобина ніч» (2004)